# Janusz Chmielowski
Janusz Chmielowski, né le 9 janvier 1878 à Varsovie et mort le 26 avril 1968 à Katowice, est un ingénieur polonais passionné d'alpinisme. Il fut un précurseur de ce sport dans les Hautes Tatras. On lui doit les premières ascensions de plusieurs pics de la chaîne dont :
- en 1895 Zadný Gerlach ;
- en 1898 Posledná veža ;
- en 1902 Orla Baszta et Rumanov štít ;
- en 1904 Zadni Mnich, Kačací štít, Strapatá veža et Kozí štít ;
- en 1905 Niżnie Rysy, Żabi Szczyt Wyżni et Kostolík ;
- en 1907 Żabi Mnich ;
- en 1908 Żabia Lalka.

On lui doit aussi la première ascension hivernale du Gerlachovský štít en 1905.